# جيم بوكانان
جيم بوكانان (بالإنجليزية: Jim Buchanan)‏ (10 أكتوبر 1898 في المملكة المتحدة - ) هو لاعب كرة قدم بريطاني (وحمل سابقاً جنسية المملكة المتحدة لبريطانيا العظمى وأيرلندا) في مركز مهاجم داخلي. لعب مع ريث روفرز ونادي بورنموث ونادي شامروك روفرز ونادي هيبرنيان ونادي ستيرلينغشير الشرقية وClitheroe F.C. ‏ وBroxburn United F.C. ‏ ونادي نيلسون وBray Unknowns F.C. ‏ وأكرينجتون ستانلي ‏ ونادي بانغور.